# یشیل‌دره (آماسیه)
یشیل‌دره (به ترکی استانبولی: Yeşildere) یک منطقهٔ مسکونی در ترکیه است که در آماسیه واقع شده‌است.